# Гагаринское городское поселение
Гагаринское городско́е поселе́ние — муниципальное образование в Гагаринском районе Смоленской области Российской Федерации.
Административный центр — город Гагарин.

## История

Музей первого полета человека в космос

Образовано 2 декабря 2004 года.

## Население
| 2012    | 2013    | 2014    | 2015    | 2016    | 2017    | 2018    |
| ------- | ------- | ------- | ------- | ------- | ------- | ------- |
| 31 256  | ↘30 673 | ↘30 230 | ↘29 916 | ↘29 476 | ↘29 285 | ↘29 041 |
| 2019    | 2020    | 2021    | 2024    |         |         |         |
| ↘28 797 | ↗28 866 | ↘26 510 | ↘25 384 |         |         |         |

## Населённые пункты
В состав городского поселения входят два населённых пункта:
| № | Населённый пункт | Тип населённого пункта | Население |
| - | ---------------- | ---------------------- | --------- |
| 1 | Гагарин          | город                  | ↘25 374   |
| 2 | Труфаны          | посёлок                | 0         |